# Requiem (Fauré)
Gabriel Fauré komponerade Requiem i D-moll, op. 48 mellan 1887 och 1890.

## Struktur
1. Introit-Kyrie
2. Offertorium
3. Sanctus
4. Pie Jesu
5. Agnus Dei
6. Libera me
7. In Paradisum